# Liste von Bergen und Erhebungen der Fränkischen Alb

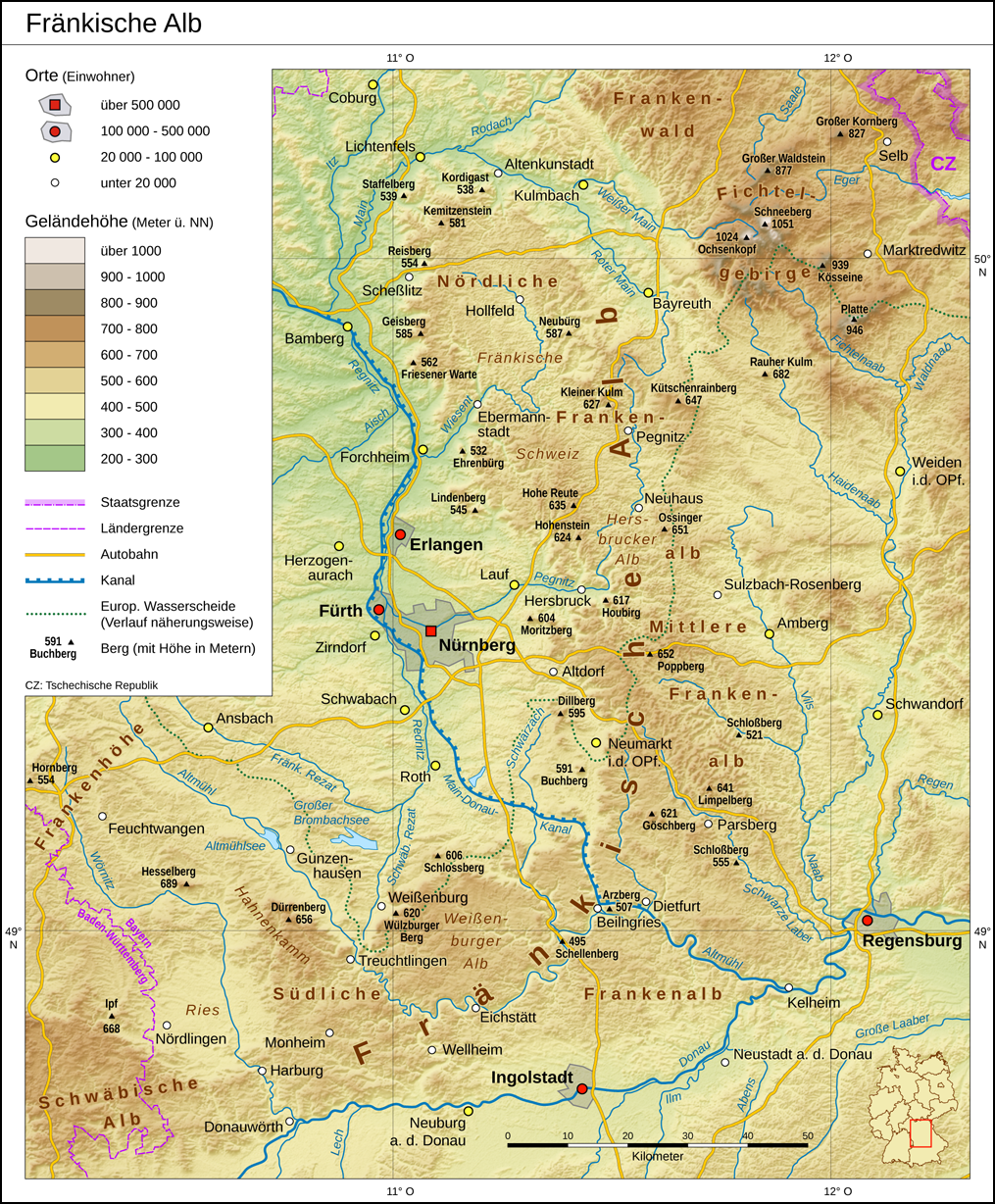
Fränkische Alb

Die Liste von Bergen und Erhebungen der Fränkischen Alb enthält eine Auswahl von Bergen und Erhebungen sowie deren Ausläufern in der Fränkischen Alb, einem Mittelgebirge des Südwestdeutschen Schichtstufenlands im deutschen Bundesland Bayern.
Vier Spalten der in der Ausgangsansicht nach Höhe in Meter (m) über Normalhöhennull (NHN; wenn nicht anders angegeben laut BfN) sortierten Tabelle sind durch Klick auf die Symbole bei ihren Überschriften sortierbar. In den Spalten Berg, Erhebung, Ausläufer und Ort von sind Alternativnamen in Klammern gesetzt, kleingedruckt und kursiv geschrieben. In der ersten Spalte stehen unter mehrmals vorkommenden Eintragungen kleingedruckt zur Unterscheidung die Ortsnamen.
Die in der Tabelle verwendeten Abkürzungen sind unten erläutert.
| Berg, Erhebung, Ausläufer                                 | Höhe (m)    | Landschaftsteil                           | Lage | Land- kreis/e * | Ort von | Bild |
| --------------------------------------------------------- | ----------- | ----------------------------------------- | --- | --------------- | --- | --- |
| Hesselberg                                                | 689,4       | Zeugenberg, Vorland der südl. Frankenalb  | Ehingen, Gerolfingen                                                                                        | AN              | Reste von Wallanlagen, Sender Hesselberg, Hesselberghaus, Ev. Bildungszentrum Hesselberg                                                 | Hesselberg von Südwesten |
| Dürrenberg                                                | 656,4       | Hahnenkamm                                | Heidenheim                                                                                                  | WUG             | | |
| Poppberg                                                  | 653,0       | Oberpfälzer Jura                          | Birgland-Poppberg                                                                                           | AS              | Burgruine Poppberg | Palas der Burgruine Poppberg auf dem Poppberg |
| Ossinger                                                  | 651,1       | Oberpfälzer Jura                          | Königstein                                                                                                  | AS              | Ossinger-Turm (AT) | Blick auf Ossinger |
| Kappersberg                                               | 650,7       | Oberpfälzer Jura                          | Frechetsfeld                                                                                                | AS              | | |
| Kütschenrainberg                                          | 647,0       | Nördliche Frankenalb (NO)                 | Kirchenthumbach, Heinersreuther Forst                                                                       | NEW             | | |
| Zantberg                                                  | 646,8       | Oberpfälzer Jura                          | Hirschbach, Neukirchen                                                                                      | AS              | | Die Hohe Zant |
| Efferaberg                                                | 645,2       | Hahnenkamm                                | Heidenheim-Degersheim                                                                                       | WUG             | | |
| Spielberg                                                 | 642,4       | Hahnenkamm                                | Spielberg                                                                                                   | WUG             | | |
| Limpelberg                                                | 640,9       | Mittlere Frankenalb (S)                   | Parsberg-Holzheim, Velburg-Freudenricht                                                                     | NM              | | |
| Haunberg                                                  | 637,0       |                                           | Mittersberg                                                                                                 | NM              | Sendeturm | Felsen auf dem Haunberg |
| Laubbichel                                                | 635,7       | Weißenburger Alb                          | Weißenburg                                                                                                  | WUG             | Flugplatz Weißenburg-Wülzburg | |
| Hohe Reuth                                                | 637,0       | Dolomitkuppenalb                          | Betzenstein-Riegelstein                                                                                     | BT              | Sendeturm | |
| Hörlesbuck                                                | 634,7       | Hahnenkamm                                | Heidenheim-Degersheim                                                                                       | WUG             | | |
| Colomanner Höhe                                           | 633,7       |                                           | Velburg-Sankt Colomann                                                                                      | NM              | | |
| Steinbühl                                                 | 632,1       | Hahnenkamm                                | Heidenheim-Rohrach                                                                                          | WUG             | | |
| Gehäubichel                                               | 631,2       | Hahnenkamm                                | Treuchtlingen-Auernheim                                                                                     | WUG             | | |
| Mayersberg                                                | 628,9       |                                           | Parsberg-Eichensee                                                                                          | NM              | Stiglerfelsen | |
| Gelber Berg                                               | 628,4       | Hahnenkamm                                | Dittenheim-Sammenheim                                                                                       | WUG             | Gelbe Burg | Gelber Berg von Norden gesehen |
| Kleiner Kulm (Klein Kulm)                                 | 627,0       | Fränkische Schweiz                        | Körbeldorf                                                                                                  | BT              | Aussichtsturm | Kleiner Kulm |
| Dietrichstein                                             | 626,6       |                                           | Lauterhofen-Nattershofen                                                                                    | NM              | Burgstall Schweppermannsberg, (Thierenstein)                                                                                             | |
| Gemeindeberg                                              | 625,0       | Hahnenkamm                                | Markt Berolzheim                                                                                            | WUG             | | |
| Steinberg                                                 | 624,7       | Weißenburger Alb                          | Weißenburg in Bayern                                                                                        | WUG             | | |
| Häberberg                                                 | 624,5       |                                           | Velburg-Dantersdorf                                                                                         | NM              | Truppenübungsplatz Hohenfels | |
| Ecklestein                                                | 624,3       | Hahnenkamm                                | Treuchtlingen-Auernheim                                                                                     | WUG             | | |
| Auf der Ebene                                             | 624,2       | Weißenburger Alb                          | Weißenburg in Bayern                                                                                        | WUG             | | |
| Hohenstein                                                | 624,0       | Hersbrucker Schweiz                       | Hohenstein                                                                                                  | LAU             | Burg Hohenstein | Hohensteiner Berg mit Dorf Hohenstein und Burg Hohenstein von Südosten |
| Hohllochberg                                              | 622,4       |                                           | Velburg-Sankt Wolfgang                                                                                      | NM              | Hohlloch (Karst-Horizontalhöhle) | Hohllochberg mit dem Hohlloch, Grottenkomplex aus Richtung Südwesten |
| Schloßberg (Velburg)                                      | 621,8       |                                           | Velburg | NM              | Burgruine Velburg, Aussichtspunkt | Schloßberg mit Burgruine Velburg von Westen |
| Hirschbuck                                                | 621,1       |                                           | Wolferstadt-Rothenberg                                                                                      | DON             | | |
| Göschberg                                                 | 620,6       | Südliche FA (NO)                          | Seubersdorf, (Deining)                                                                                      | NM              | Fernmeldeturm Seubersdorf | |
| Bockenberg                                                | 620,4       |                                           | Velburg-Sankt Colomann                                                                                      | NM              | König-Otto-Tropfsteinhöhle | König-Otto-Tropfsteinhöhle: Stalagmiten in der Adventhalle |
| Wülzburger Berg                                           | 620,0       | Weißenburger Alb                          | Weißenburg                                                                                                  | WUG             | Wülzburg (Höhe der Nordost-Bastion: 643,8 m)                                                                                             | Wülzburger Berg mit Festung Wülzburg aus Richtung Weißenburg bzw. Westsüdwesten |
| Hochberg (Pommelsbrunn)                                   | 619,3       | Hersbrucker Schweiz                       | Pommelsbrunn-Mittelburg                                                                                     | LAU             | Ehemalige Höhensiedlung, vorgeschichtliche Wallanlage                                                                                    | |
| Büchelberg                                                | 619,1       |                                           | Velburg-Reichertswinn                                                                                       | NM              | Truppenübungsplatz Hohenfels | |
| Schweinsberg                                              | 618,0       | Hersbrucker Schweiz                       | Betzenstein-Riegelstein                                                                                     | BT              | Burgstall | |
| Houbirg                                                   | 616,6       | Hersbrucker Schweiz                       | Happurg | LAU             | Houbirg (Südteil) (spätkeltisches Oppidum), Doggerstollen (Doggerwerk) (SS-Untertage-Fabrik), Hohler Fels (Karsthöhle und nahe Felswand) | |
| Schloßberg (Spies)                                        | 616,0       | Hersbrucker Schweiz                       | Betzenstein-Spies                                                                                           | BT              | Burgstall Spies, Aussichtspunkt | Schlossberg mit Dorf Spies vom Schweinsberg aus Richtung Osten |
| Eichelberg                                                | 615,5       | Weißenburger Alb                          | Weißenburg in Bayern                                                                                        | WUG             | | |
| Hohenmirsberger Platte (Platte)                           | 614,0       | Fränkische Schweiz                        | Pottenstein-Hohenmirsberg                                                                                   | BT              | Aussichtsturm | |
| Schloßberg (Lengenfeld)                                   | 612,8       |                                           | Velburg-Lengenfeld                                                                                          | NM              | Burgruine Helfenberg | Mauerreste der Burgruine Helfenberg auf dem Schloßberg |
| Arzberg (Hersbruck)                                       | 612,1       | Hersbrucker Schweiz                       | Hersbruck-Leutenbach                                                                                        | LAU             | Arzbergturm (AT) (ca. 611 m) | |
| namenloser Berg                                           | 611,9       |                                           | Reinwarzhofen (beim „Lehhof“)                                                                               | RH              | 2 Sendetürme | |
| Schroppenwinkel (Nk von Auf der Ebene)                    | 611,4       | Weißenburger Alb                          | Weißenburg in Bayern                                                                                        | WUG             | | |
| Kellerberg (Seubersdorf)                                  | 610,7       |                                           | Seubersdorf-Eichenhofen                                                                                     | NM              | Burgruine Adelburg | Kellerberg aus nördlicher Richtung |
| Kirschbühl                                                | 610,2       |                                           | Treuchtlingen-Siebeneichhöfe                                                                                | WUG             | | |
| Vorachbuck                                                | 608,8       |                                           | Wolferstadt-Rothenberg, Polsingen-Döckingen                                                                 | DON, WUG        | | |
| Warenberg                                                 | 608,0       | Fränkische Schweiz                        | Kosbrunn | BT              | Burgstall Wartberg, Aussichtspunkt | Warenberg mit Burgstall Wartberg aus westlicher Richtung, in Vordergrund Kosbrunn |
| Buchberg (in der Oberpfalz bei Seubersdorf)               | 607,3       |                                           | Seubersdorf                                                                                                 | NM              | | |
| Schloßberg (Schloßberg, Heideck)                          | 606,7       | Zeugenberg, Vorland der südl. Frankenalb  | Heideck-Schloßberg                                                                                          | RH, WUG         | Sendeturm, Burgstall Schlossberg, Vorgeschichtliche Siedlung                                                                             | Schlossberg mit dem gleichnamigen Ortsteil aus Richtung Südosten |
| Uhlberg (Ullberg)                                         | 604,7       |                                           | Wolferstadt-Rothenberg, Treuchtlingen-Möhren                                                                | DON, WUG        | Ruine Uhlbergkapelle (Ulrichskapelle; ca. 594 m)                                                                                         | |
| Moritzberg                                                | 603,5       | Mittlere Frankenalb (NW)                  | Röthenbach-Moritzberg, Leinburg, Lauf-Weigenhofen                                                           | LAU             | Kapelle St. Mauritius (Moritzbergkapelle), Moritzbergturm (AT) (früher: Bismarckturm, dann Hindenburgturm), Berggaststätte               | Moritzberg |
| Rohrberg (Weißenburg)                                     | 603,4       | Weißenburger Alb                          | Höttingen, Weißenburg                                                                                       | WUG             | Bismarckturm (AT) (ca. 530 m) | |
| Hungerberg                                                | 601,2       |                                           | Heidenheim-Hechlingen                                                                                       | WUG             | | |
| Großer Hansgörgel                                         | 601,0       | Hersbrucker Schweiz                       | Hersbruck, Kirchensittenbach, Reichenschwand                                                                | LAU             | | Blick vom Hans-Sachs-Ring am Michelsberg (438 m; Hersbrucker „Hausberg“): links der Stadtteil Altensittenbach (am Sittenbach), in Bildmitte der Große Hansgörgel (601 m) und daneben der Kleine Hansgörgel (533 m), rechts der Stadtteil Kühnhofen (am Sittenbach) und dahinter am Horizont Burg Hohenstein (624 m) |
| Viersteinberg                                             | 600,2       | Hahnenkamm                                | Treuchtlingen                                                                                               | WUG             | | |
| Patrich                                                   | 599,6       | Hahnenkamm                                | Treuchtlingen                                                                                               | WUG             | | |
| Tannenberg                                                | 599,0       | Fränkische Schweiz                        | bei Haag im Lindenhardter Forst-Nordwest (gemeindefreies Gebiet zwischen Creußen, Haag, Hummeltal)          | BT              | Sendeturm; Quellen von: Fichtenohe, Mistel, Püttlach und Roter Main                                                                      | |
| Hagbuck                                                   | 598,0       | Hahnenkamm                                | Spielberg                                                                                                   | WUG             | Schloss Spielberg | Hagbuck mit Schloss Spielberg, von Gnotzheim betrachtet |
| Schloßberg (Stierberg)                                    | 596,0       | Hersbrucker Schweiz                       | Betzenstein-Stierberg                                                                                       | BT              | Burgruine Stierberg (ca. 580 m) | Schlossberg mit Dorf Stierberg und Burgruine Stierberg aus Richtung Nordwesten |
| Euerwanger Bühl                                           | 595,3       |                                           | Greding-Euerwang                                                                                            | RH              | Euerwangtunnel | Magerrasen Euerwanger Bühl |
| Dillberg                                                  | 595,0       | Zeugenberg, Vorland der mittl. Frankenalb | Postbauer-Heng-Dillberg                                                                                     | NM              | Sender Dillberg | Sender Dillberg auf unbewaldetem Dillberg von Süden |
| Buchberg (in der Oberpfalz bei Neumarkt)                  | 591,0       | Zeugenberg, Vorland der mittl. Frankenalb | Neumarkt, (Berngau, Sengenthal-Buchberg)                                                                    | NM              | Ringwall | Buchberg von Norden |
| Lützelburg                                                | 590,5       |                                           | Velburg-Unterwiesenacker                                                                                    | NM              | Burgstall Lützelburg | Felsen des Bergs Lützelburg, einstiger Standort der Lützelburg |
| Schlossberg (Leienfels)                                   | 590,1       | Fränkische Schweiz                        | Leienfels                                                                                                   | BT              | Burgruine Leienfels, Aussichtspunkt | Schlossberg Leienfels über der Ortschaft Graisch von Nordosten |
| Kumpfleite                                                | 590,0       |                                           | Riedenburg-Otterzhofen, Hemau-Haid                                                                          | KEH, R          | 2 Sendetürme | |
| Kalvarienberg (Parsberg)                                  | 589,2       |                                           | Parsberg | NM              | | |
| Büchelberg                                                | 589,5       |                                           | Velburg-Albertshofen                                                                                        | NM              | Truppenübungsplatz Hohenfels | |
| Geißberg                                                  | 589,1       | Hahnenkamm                                | Treuchtlingen-Auernheim                                                                                     | WUG             | | |
| Schloßberg (Riegelstein)                                  | 589,0       | Hersbrucker Schweiz                       | Betzenstein-Riegelstein                                                                                     | BT              | Burgruine Riegelstein | Felsen des Schloßbergs, auf denen die Oberburg der einstigen Burg Riegelstein stand, von Nordosten |
| Wolfsteinberg                                             | 588,8       |                                           | Neumarkt-Schafhof                                                                                           | NM              | Burgruine Wolfstein, Aussichtspunkt | Burgruine Wolfstein auf dem Wolfsteinberg aus Richtung Norden von Neumarkt-Labersricht |
| Ottenberg                                                 | 588,0       | Mittlere Frankenalb (W)                   | Pilsach, (Berg)                                                                                             | NM              | Burgstall, Segelfluggelände Ottenberg | |
| Rieplberg                                                 | 588,0       |                                           | Hemau-Tiefenhüll, Parsberg-Herrnried                                                                        | R, NM           | Sendeturm | |
| Plankenstein (Velburg)                                    | 588,0       |                                           | Velburg-Deusmauer                                                                                           | NM              | Burgstall Plankenstein, Aussichtspunkt                                                                                                   | Burgstall Plankenstein mit Graben- und Wallresten auf bewaldeter Bergkuppe des Plankensteins |
| Rothenberg                                                | 588,0       | Hersbrucker Schweiz                       | Schnaittach                                                                                                 | LAU             | Festung Rothenberg | Der Rothenberg mit Festung Rothenberg |
| Schloßberg (Osternohe)                                    | 588,0       | Hersbrucker Schweiz                       | Osternohe                                                                                                   | LAU             | Burgruine Osternohe (ca. 515 m) Aussichtspunkt                                                                                           | Schloßberg mit Osternoher Ortslage Schloßberg mit Burgruine Osternohe von Südwesten |
| Wichsensteiner Fels                                       | 587,8       | Fränkische Schweiz                        | Wichsenstein                                                                                                | FO              | | |
| Hohlbügel                                                 | 587,3       | Weißenburger Alb                          | Raitenbuch                                                                                                  | WUG             | | |
| Schloßberg (Strahlenfels)                                 | 587,0       | Hersbrucker Schweiz                       | Simmelsdorf-Strahlenfels                                                                                    | LAU             | Burgstall Strahlenfels (ca. 570 m) Aussichtspunkt                                                                                        | Felssporn des Schloßbergs beim Dorf Strahlenfels, auf dem der Burgstall Strahlenfels liegt, von Westen |
| Neubürg                                                   | 586,8       | Fränkische Schweiz                        | Mistelgau-Wohnsgehaig                                                                                       | BT              | Vorgeschichtliche Höhensiedlung | Neubürg von Süden |
| Wachtlerberg                                              | 586,7       |                                           | Geilsheim                                                                                                   | AN, WUG         | | |
| Deckersberg (Bauernberg)                                  | 586,3       | Hersbrucker Schweiz                       | Happurg, Hersbruck-Ellenbach                                                                                | LAU             | Oberbecken des Happurger Sees | |
| Burgberg (Wildenfels)                                     | 586,0       | Fränkische Schweiz                        | Simmelsdorf-Wildenfels                                                                                      | LAU             | Burgruine Wildenfels | Burgbergkuppe mit Burgruine Wildenfels |
| Kappelbuck (Kapellenberg)                                 | 585,5       |                                           | Heidenheim-Hechlingen                                                                                       | WUG             | Ruine Katharinenkapelle | |
| Burgberg (Lichtenegg)                                     | 585,0       | Hersbrucker Schweiz                       | Birgland-Lichtenegg                                                                                         | AS              | Burgruine Lichtenegg, Aussichtspunkt | Burgberg mit Burgruine Lichtenegg und gleichnamigen Dorf von Süden |
| Geisberg                                                  | 585,0       | Fränkische Schweiz                        | bei Zeegendorf im Geisberger Forst (gemeindefreies Gebiet zwischen Strullendorf, Heiligenstadt, Litzendorf) | BA              | Sender Bamberg (Sender Bamberg / Geisberg)                                                                                               | Senderanlage Bamberg auf dem Geisberg |
| Schmalenberg                                              | 584,5       | Hahnenkamm                                | Treuchtlingen-Auernheim                                                                                     | WUG             | | |
| Altenberg (Zoggendorf)                                    | 583,1       | Fränkische Schweiz                        | Zoggendorf                                                                                                  | BA              | | |
| Hausberg                                                  | 582,8       |                                           | Siebeneichhöfe                                                                                              | WUG             | | |
| Hirschbühl                                                | 582,0       | Fränkische Schweiz                        | Obertrubach-Sorg                                                                                            | FO              | Felsgebilde: – Signalstein, – Klagemauer                                                                                                 | Signalstein mit Kletterern |
| Gorkum                                                    | 581,3       | Fränkische Schweiz                        | Lichtenfels-Rothmannsthal                                                                                   | LIF             | | |
| Kemitzenstein (Chamnitzen)                                | 580,6       |                                           | Bad Staffelstein-Kümmersreuth                                                                               | LIF             | Fränkische Schweiz | Felsen des Kemitzensteins |
| Fichtelberg                                               | 580,0       | Oberpfälzer Jura                          | Königstein-Döttenreuth                                                                                      | AS              | Fichtelbergloch (Spaltenhöhle, Doline)                                                                                                   | Blick von Südwesten zum Fichtelberg |
| Nonnenberg                                                | 579,2       |                                           | bei Gersdorf im Engelthaler Forst (gemeindefreies Gebiet zwischen Engelthal, Leinburg, Offenhausen)         | LAU             | | Nonnenberg |
| Leitsberg                                                 | 579,0       | Fränkische Schweiz                        | Haidhof | FO              | | |
| Steinplatte                                               | 577,3       | Weißenburger Alb                          | Weißenburg in Bayern                                                                                        | WUG             | | |
| Hoher Berg (Bocksberg)                                    | 572,4       | Hersbrucker Schweiz                       | Happurg, Pommelsbrunn-Reckenberg                                                                            | LAU             | Houbirg (Nordteil) (spätkeltisches Oppidum)                                                                                              | |
| Glatzenstein                                              | 572,0       | Hersbrucker Schweiz                       | Neunkirchen-Weißenbach                                                                                      | LAU             | Vorgeschichtliche Glatzensteinhöhle, Befestigungsanlage (Ringgraben), Aussichtspunkt                                                     | Glatzenstein aus Richtung Westen |
| Tyrolsberg                                                | 572,0       |                                           | Berngau-Tyrolsberg, Postbauer-Heng-Köstlbach, Neumarkt-Rittershof                                           | NM              | | |
| Pfarrberg                                                 | 570,2       |                                           | Pfaffenhofen                                                                                                | AS              | Schweppermannsburg, (Burg Pfaffenhofen) (ca. 420 m)                                                                                      | Schweppermannsburg auf dem Nordwestsporn des Pfarrbergs von Osten |
| Schellenberg                                              | 569,8       | Hahnenkamm                                | Treuchtlingen-Auernheim                                                                                     | WUG             | | |
| Kalvarienberg (Lauterhofen)                               | 569,0       |                                           | Lauterhofen                                                                                                 | NM              | Kreuzigungsgruppe, Höhle Windloch | |
| Schloßberg (Haidhofer Schloßberg) (Haidhof)               | 569,0       | Fränkische Schweiz                        | Haidhof | FO              | Burgstall Schlossberg (560,1 m) Aussichtspunkt                                                                                           | Schloßberg mit Burgfelsen von Osten |
| Hasel                                                     | 566,1       |                                           | Harburg, Huisheim                                                                                           | DON             | mit Sendemast/-turm | |
| Moselstein                                                | 565,7       |                                           | Treuchtlingen-Oberheumödern                                                                                 | WUG             | | |
| Ludwigshöhe (Nk von Auf der Ebene)                        | 565,0       | Weißenburger Alb                          | Weißenburg                                                                                                  | WUG             | Bergwaldtheater Weißenburg | |
| Weinleite                                                 | 562,1       |                                           | Berg-Haimburg                                                                                               | NM              | Burgruine Haimburg, (ca. 500 m) | |
| Holzberg                                                  | 561,8       | Hahnenkamm                                | Treuchtlingen-Windischhausen                                                                                | WUG             | | |
| Friesener Warte                                           | 561,7       | Fränkische Schweiz                        | Hirschaid-Friesen, (Buttenheim-Kälberberg)                                                                  | BA              | Segelfluggelände Friesener Warte, Abschnittsbefestigungen aus Vorzeit u. Mittelalter                                                     | Blick von Neuses an der Regnitz nach Norden zur Friesener Warte |
| Kühberg                                                   | 561,3       |                                           | Treuchtlingen-Siebeneichhöfe                                                                                | WUG             | | |
| Stammberg                                                 | 559,5       |                                           | Peulendorf                                                                                                  | BA              | | |
| Katzenberg                                                | 558,5       |                                           | bei Buttenheim-Kälberberg im Eichwald (gemeindefreies Gebiet zwischen Buttenheim, Hirschaid, Strullendorf)  | BA              | | |
| Wachknock (Buttenheim)                                    | 558,0       | Fränkische Schweiz                        | Buttenheim                                                                                                  | BA              | Fernmeldeturm Bamberg (Sender Bamberg / Wachknock; Funkübertragungsstelle Buttenheim 1)                                                  | Fernmeldeturm vom Sender Bamberg auf dem Wachknock |
| Roter Berg                                                | 556,2       | Hahnenkamm                                | Heidenheim-Hechlingen                                                                                       | WUG             | | |
| Leupoldstein                                              | 556,0       | Fränkische Schweiz                        | Leupoldstein                                                                                                | BT              | Burgstall Leupoldstein, Aussichtspunkt                                                                                                   | Berg Leupoldstein als Ort des Burgstalls Leupoldstein von Südwesten |
| Altenberg (Haidling)                                      | 555,0       | Hersbrucker Schweiz                       | Schnaittach-Haidling                                                                                        | LAU             | | |
| Schloßberg (Haderlsdorf)                                  | 554,8       |                                           | Beratzhausen-Haderlsdorf                                                                                    | R               | Burgruine Ehrenfels | Mauerturm der auf dem Schloßberg befindlichen Burgruine Ehrenfels an der Südseite |
| Reisberg (Schlappenreuther Berg)                          | 553,9       | Fränkische Schweiz                        | Schlappenreuth                                                                                              | BA              | | Blick von Süden über Demmelsdorf nach Schlappenreuth und zum Reisberg |
| Hainberg                                                  | 553,8       | Fränkische Schweiz                        | Rennertshofen-Ellenbrunn Neuburg-Bergen                                                                     | ND              | | |
| Hoher Schachen (Hohenschachen)                            | 553,7       |                                           | Seubersdorf, Breitenbrunn                                                                                   | NM              | | |
| Altenberg (Stauf)                                         | 553,0       |                                           | Thalmässing-Stauf                                                                                           | RH              | Burgstall, Sendeturm | |
| Kleiner Hansgörgel                                        | 553,0       | Hersbrucker Schweiz                       | Hersbruck, Kirchensittenbach                                                                                | LAU             | Burgstall Kleiner Hansgörgel | Bergkuppe des Kleinen Hansgörgel als Ort des Burgstalls Kleiner Hansgörgel |
| Görauer Anger (Beerleite)                                 | 552,8       | Fränkische Schweiz                        | Kasendorf-Zultenberg                                                                                        | KU              | | |
| Zipser Berg                                               | 552,0       | Fränkische Schweiz                        | Pegnitz-Zips                                                                                                | BT              | Flugplatz Pegnitz-Zipser Berg | |
| Hienberg                                                  | 550,0       | Hersbrucker Schweiz                       | Schnaittach-Waizmannsdorf, Simmelsdorf                                                                      | LAU             | | |
| Schloßberg (Pölling)                                      | 549,5       |                                           | Pölling | NM              | Burgruine Heinrichsbürg (Heinzburg) | |
| Hetzleser Berg                                            | 549,0       | Fränkische Schweiz                        | Effeltrich, Hetzles, Igensdorf-Pommer, Kunreuth-Ermreus, Ermreuth-Gleisenhof                                | FO              | | Plateau des Hetzleser Berges |
| Rupprechtstein                                            | 548,3       | Fränkische Schweiz                        | Etzelwang                                                                                                   | AS              | Burgruine Rupprechtstein | Der Rupprechtstein aus nordwestlicher Richtung |
| Lindelberg                                                | 545,0       | Fränkische Schweiz                        | Neunkirchen, Oberlindelbach                                                                                 | FO              | Vorgeschichtlicher Ringwall, Burgstall Lindelburg                                                                                        | Der Lindenberg von Eckental aus gesehen |
| Schleußberg                                               | 544,0       | Fränkische Schweiz                        | Pommelsbrunn                                                                                                | LAU             | Burgruine Lichtenstein (ca. 507 m) | Schleußberg mit Burgruine Lichtenstein über Pommelsbrunn aus südlicher Richtung |
| Schloßberg (Pegnitz)                                      | 543,0       | Fränkische Schweiz                        | Pegnitz | BT              | Burgstall Böheimstein, Aussichtsturm | Blick aus dem Tal der Pegnitz (links) – mit Gebäuden der Stadt Pegnitz – zum Schloßberg mit seinem Aussichtsturm (von Ostsüdosten) |
| Nagelberg                                                 | 541,7       |                                           | Treuchtlingen                                                                                               | WUG             | Kriegsgräberstätte am Nagelberg | |
| Flüglinger Berg                                           | 541,3       | Zeugenberg, Vorland der südl. Frankenalb  | Weimersheim                                                                                                 | WUG             | Wallburg | |
| Schmidberg                                                | 541,0       | Hersbrucker Schweiz                       | Betzenstein                                                                                                 | BT              | Schmidbergturm (AT) | |
| Schloßberg (Hollenberg)                                   | 540,7       | Fränkische Schweiz                        | Pegnitz-Hollenberg                                                                                          | BT              | Burgruine Hollenberg, Aussichtspunkt | Schloßberg mit Burgruine Hollenberg aus Richtung Osten |
| Schlossberg (Hauseck)                                     | 540,0       | Fränkische Schweiz                        | Etzelwang-Hauseck                                                                                           | AS              | Burgruine Hauseck | Felsen des Schlossbergs als ehemaliger Standort der Oberburg der Burg Hauseck von Nordwesten |
| Staffelberg                                               | 540,0       | Fränkische Schweiz                        | Bad Staffelstein                                                                                            | LIF             | Oppidum, Adelgundiskapelle | Staffelberg Westansicht |
| Königsberg (Stammham)                                     | 538,9       |                                           | Stammham-Appertshofen                                                                                       | EI              | | |
| Kordigast                                                 | 538,1       | Fränkische Schweiz                        | Altenkunstadt                                                                                               | LIF             | evtl. Kelten-Hügelgräber | Ostansicht des Großen Kordigastes von Woffendorf |
| Schlossberg (Etzelwang) (Schergenbuck)                    | 536,3       | Fränkische Schweiz                        | Tabernackel                                                                                                 | AS              | Schloss Neidstein, (Burg Neidstein) (527,5 m)                                                                                            | Schloss Neidstein auf dem Schlossberg von Süden |
| Burgberg (Thalmässing)                                    | 535,0       |                                           | Stauf | RH              | Burg Stauf | |
| Weidenbühl                                                | 535,0       | Fränkische Schweiz                        | Wolkenstein                                                                                                 | FO              | Burgruine Wolkenstein (Thosberg; ca. 455 m)                                                                                              | Burgstall Wolkenstein – Reste einer Mauer oder eines Turms |
| Eberhardsberg                                             | 533,5       | Fränkische Schweiz                        | Gräfenberg, Igensdorf                                                                                       | FO              | Igensdorfer Teufelstisch (ND; ca. 515 m)                                                                                                 | Naturdenkmal „Igensdorfer Teufelstisch“ an der Südflanke vom Eberhardsberg |
| Mühlkoppe Pommelsbrunn                                    | 532,9       | Hersbrucker Schweiz                       | Pommelsbrunn                                                                                                | LAU             | Burgstall Altes Haus, Aussichtspunkt | Blick von Stelle der westlich gelegenen Unterburg zu jener der Oberburg auf der Mühlkoppe |
| Ehrenbürg: – Rodenstein (Südkuppe) – Walberla (Nordkuppe) | 531,7 513,9 | Fränkische Schweiz                        | Wiesenthau, (Leutenbach)                                                                                    | FO              | Walpurgiskapelle | Ehrenbürg mit Rodenstein (rechts; 531,7 m) und Walberla (linke Bildmitte; 513,9 m) |
| Kröttenstein                                              | 531,5       | Fränkische Schweiz                        | Weismain-Siedamsdorf                                                                                        | LIF             | | |
| Adlerstein                                                | 531,0       | Fränkische Schweiz                        | Wiesenttal-Engelhardsberg                                                                                   | FO              | Quackenschloss (Höhlenruine) (Lage: ca. 510 m)                                                                                           | |
| Schloßberg (Scheßlitz)                                    | 530,4       | Fränkische Schweiz                        | Scheßlitz-Zeckendorf, Weingarten                                                                            | BA              | Giechburg (Schloss Giech) | Schloßberg Scheßlitz mit Giechburg von Süden |
| Hirschberg                                                | 528,8       |                                           | Treuchtlingen-Haag                                                                                          | WUG             | | |
| Schloßberg (Hechlingen)                                   | 528,3       |                                           | Heidenheim-Hechlingen                                                                                       | WUG             | Burgruine Stabelsberg, nahe: Hahnenkammsee                                                                                               | |
| Schloßberg (Kipfenberg)                                   | 527,4       |                                           | Kipfenberg                                                                                                  | EI              | | |
| Alter Staffelberg                                         | 526,7       | Fränkische Schweiz                        | Vierzehnheiligen                                                                                            | LIF             | | |
| Schlossberg (Trockau)                                     | 525,0       | Fränkische Schweiz                        | Trockau | BT              | Schloss Trockau | Schloss Trockau auf dem Schlossberg von Südosten |
| Litzelberg                                                | 523,9       |                                           | Essing | KEH             | Burgruine Randeck, Aussichtspunkt (ca. 475 m)                                                                                            | Blick vom rechten Altmühl-Ufer zur Burgruine Randeck auf einem Sporn des Litzelbergs |
| Buchberg (in Oberfranken bei Leesau)                      | 523,0       |                                           | Thurnau-Leesau                                                                                              | KU              | | |
| Hohler Berg (Hohes Kreuz) (Muggendorf)                    | 522,6       | Fränkische Schweiz                        | Muggendorf                                                                                                  | FO              | Aussichtsturm | Der Berg von Engelhardsberg aus gesehen |
| Brunnenberg                                               | 522,1       |                                           | Altdorf | EI              | Burg Brunneck (ca. 490 m) | Burghof der Burg Brunneck auf dem Brunnenberg in Richtung Südosten |
| Schlossberg (Freienfels)                                  | 522,0       | Fränkische Schweiz                        | Freienfels                                                                                                  | BT              | Schloss Freienfels | Schlossberg mit Dorf Freienfels und Schloss Freienfels |
| namenloser Berg                                           | 521,5       | Fränkische Schweiz                        | Hollfeld-Pilgerndorf                                                                                        | BT              | Henriciturm (AT) | |
| Küheberg                                                  | 521,0       | Fränkische Schweiz                        | Igensdorf-Kirchrüsselbach, Weißenohe-Dorfhaus                                                               | FO              | | Panorama von Igensdorf unter anderem mit Massiv von Küheberg und Mitteldorfer Berg von Nordwesten |
| Schloßberg (Hohenfels)                                    | 520,9       |                                           | Hohenfels (nahe: Hohenburg)                                                                                 | NM (AS)         | Burgruine Hohenburg (Truppenübungsplatz Hohenfels)                                                                                       | Schloßberg mit Burgruine Hohenburg aus südöstlicher Richtung |
| Burgberg (Hartenstein)                                    | 520,0       | Hersbrucker Schweiz                       | Hartenstein                                                                                                 | LAU             | Burg Hartenstein | Burg Hartenstein auf dem Burgberg |
| Schützenberg                                              | 517,0       | Fränkische Schweiz, (Lange Meile)         | Rettern | FO              | | |
| Wachknock (Lange Meile)                                   | 517,0       | Fränkische Schweiz, (Lange Meile)         | Niedermirsberg, Breitenbach                                                                                 | FO              | Burg Feuerstein | Burg Feuerstein |
| Niefanger Berg                                            | 515,0       |                                           | Erlingshofen                                                                                                | EI              | Burgstall Wieseck (ca. 460 bis 480 m) | |
| Mirsberger Höhe                                           | 514,5       | Fränkische Schweiz, (Lange Meile)         | Niedermirsberg                                                                                              | FO              | Flugplatz Burg Feuerstein, Sternwarte Feuerstein                                                                                         | Sternwarte Feuerstein mit östlichem Teil der Mirsberger Höhe im Hintergrund, in Richtung Nordosten |
| Schloßberg (Bechthal)                                     | 513,0       |                                           | Raitenbuch-Bechthal                                                                                         | WUG             | Burgruine Bechthal | Hauptburg der auf dem Schloßberg befindlichen Burgruine Bechthal von Süden |
| Staufer Berg                                              | 511,6       |                                           | Stauf | NM              | Burgstall Staufer Berg | Neumarkter Talkessel mit Staufer Berg (Bildmitte) und Buchberg (links) von Nordosten |
| Trommetsheimer Berg                                       | 511,0       | Zeugenberg                                | Alesheim-Trommetsheim                                                                                       | WUG             | | |
| Rotenberg                                                 | 510,0       | Fränkische Schweiz, (Lange Meile)         | Kauernhofen                                                                                                 | FO              | | |
| Schlossberg (Erlingshofen)                                | 508,8       |                                           | Erlingshofen                                                                                                | EI              | Burgruine Rundeck (Burg Erlingshofen, Burg Stossenberg oder Stossenburg)                                                                 | Im Wald des Schlossbergs versteckte Burgruine Rundeck aus Richtung Osten |
| Arzberg (Beilngries)                                      | 507,1       | Altmühltal                                | Beilngries                                                                                                  | EI              | | Der Arzberg mit Beilngries im Vordergrund |
| Mitteldorfer Berg                                         | 507,0       | Fränkische Schweiz                        | Igensdorf-Mitteldorf                                                                                        | FO              | Burgstall Hainburg | |
| Retterner Kanzel                                          | 506,3       | Fränkische Schweiz, (Lange Meile)         | Rettern | FO              | | |
| Steinberg                                                 | 506,0       | Fränkische Schweiz, (Lange Meile)         | Reifenberg                                                                                                  | FO              | | |
| Lämmerberg                                                | 504,3       |                                           | Treuchtlingen-Möhren                                                                                        | WUG             | | |
| Landeck                                                   | 504,2       | südliche Frankenalb                       | Thalmässing                                                                                                 | RH              | Burgstall Landeck | Blick von Süden nach Thalmässing mit dortigem Berg Landeck (mittig) und Burgberg (links) bei Stauf |
| namenloser Berg                                           | 502,7       | Fränkische Schweiz                        | Wiesenttal-Neudorf                                                                                          | FO              | Schönsteinhöhle, Brunnsteinhöhle (Eingänge je: ca. 450 m)                                                                                | |
| Pfaffenberg (Mettendorf)                                  | 502,4       |                                           | Mettendorf                                                                                                  | RH              | Burg Liebeneck (ca. 450 m) | |
| Teisenberg                                                | 500,6       |                                           | Weismain, Erlach, Krassach, Schammendorf, Wohnsig                                                           | LIF             | Querkelsloch (ND) | |
| Kalvarienberg (Greding)                                   | 500,4       |                                           | Greding | RH              | | |
| Burgberg (Sanspareil)                                     | 500,0       | Fränkische Schweiz                        | Sanspareil                                                                                                  | KU              | Burg Zwernitz, Felsengarten Sanspareil                                                                                                   | Dorf Sanspareil mit Burg Zwernitz und Felsengarten Sanspareil im dahinterliegenden Buchenhain |
| Herrenberg (Wappersdorf)                                  | 500,0       |                                           | Mühlhausen-Wappersdorf                                                                                      | NM              | Ruine Schweppermann | |
| Mühlberg                                                  | 500,0       |                                           | Treuchtlingen-Möhrenberg                                                                                    | WUG             | | Blick über die Schürmühle im Möhrenbach-Tal hinweg zum Mühlberg |
| Schlossberg (Heiligenstadt)                               | 499,0       | Fränkische Schweiz                        | Heiligenstadt                                                                                               | BA              | Schloss Greifenstein | Blick Richtung Nordnordosten vorbei an katholischer Kirche von Heiligenstadt zum Schlossberg mit rund 1 km entfernten Schloss Greifenstein |
| Wolfsberg                                                 | 498,8       |                                           | Dietfurt-Mühlbach                                                                                           | NM              | Wallanlage | |
| Turmberg (Kasendorf)                                      | 498,0       | Fränkische Schweiz                        | Kasendorf                                                                                                   | KU              | Befestigungsanlage, Magnusturm (AT) | |
| Högelstein                                                | 497,9       | Fränkische Schweiz, (Lange Meile)         | Kauernhofen, Rettern                                                                                        | FO              | | |
| Schellenberg                                              | 494,5       |                                           | Enkering | EI              | Vorzeitfestung Schellenburg, Schellenbergtunnel, Sendeturm                                                                               | Schellenberg mit Anlautertal, Bundesautobahn 9, ICE-Neubaustrecke Nürnberg–Ingolstadt und Dorf Enkering (von Norden) |
| namenloser Berg                                           | 494,1       | Fränkische Schweiz                        | Leutzdorf                                                                                                   | FO              | Rosenmüllerhöhle (Eingang: ca. 430 m) | |
| Schloßberg (Drosendorf)                                   | 493,1       | Fränkische Schweiz, (Lange Meile)         | Drosendorf                                                                                                  | FO              | | |
| Wartleitenberg                                            | 488,0       | Fränkische Schweiz                        | Streitberg                                                                                                  | FO              | Burgruine Neideck (402,9 m) | Bergsporn des Wiesenttals nordnordöstlich vom Wartleitenberg mit Burgruine Neideck aus Richtung Westen |
| Buchleite                                                 | 484,5       |                                           | Mischelbach                                                                                                 | WUG             | Schloss Sandsee (ca. 454 m) | |
| Plankenstein (Plankenfels)                                | 481,0       | Fränkische Schweiz                        | Plankenfels-Plankenstein                                                                                    | BT              | Burgstall Plankenstein | |
| Schloßberg (Treuchtlingen)                                | 480,0       | Hahnenkamm                                | Treuchtlingen                                                                                               | WUG             | Burgruine Treuchtlingen, Kriegerdenkmal (Erster und Zweiter Weltkrieg)                                                                   | Ostseite der auf dem Schloßberg befindlichen Burgruine Treuchtlingen von Osten |
| Petzberg                                                  | 479,0       | Fränkische Schweiz                        | Aufseß | BT              | Hugoturm (AT) | |
| Bubenheimer Berg                                          | 476,4       |                                           | Treuchtlingen-Bubenheim                                                                                     | WUG             | Geotop | |
| Burgberg (Thuisbrunn)                                     | 470,0       | Fränkische Schweiz                        | Thuisbrunn                                                                                                  | FO              | Burg Thuisbrunn | Burgberg mit Burg Thuisbrunn von Südwesten |
| Hohler Berg (Burggaillenreuth)                            | 469,9       | Fränkische Schweiz                        | Burggaillenreuth, Windischgaillenreuth                                                                      | FO              | Zoolithenhöhle (Eingang: ca. 455 m) Kappshöhle (Eingang: ca. 450 m)                                                                      | |
| namenloser Berg                                           | 469,3       | Fränkische Schweiz                        | Leutzdorf                                                                                                   | FO              | Esperhöhle (Eingang: ca. 440 m) | |
| Hummerberg                                                | 464,3       | Fränkische Schweiz                        | Streitberg                                                                                                  | FO              | Binghöhle (Eingang: ca. 375 m) | Binghöhle: Prinz-Ludwig-Grotte mit den Drei Zinnen |
| Willibaldsberg                                            | 464,0       |                                           | Eichstätt                                                                                                   | EI              | Willibaldsburg, Aussichtspunkt | Willibaldsburg mit Altmühltal aus Richtung des Stadtteils Marienstein bzw. von Westen im Abendlicht |
| Schlossberg (Enkering)                                    | 460,0       |                                           | Enkering | Ei              | Ruine Rumburg (ca. 450 bis 460 m) | Schlossberg mit Ruine Rumburg und Dorf Enkering (von Osten bzw. vom Schellenberg) |
| Geiersberg                                                | 455,0       | Fränkische Schweiz                        | Hollfeld-Krögelstein                                                                                        | BT              | Burgruine Krögelstein (ca. 440 m) | Dorf Krögelstein am Geiersberg mit Bergsporn der Burgruine Krögelstein und noch etwas höher stehender Pfarrkirche (vormals Burgkapelle) von Nordwesten |
| Kalkberg                                                  | 454,0       |                                           | Weismain, Erlach, Krassach                                                                                  | LIF             | Sendemast/-turm | |
| Bergsporn des Taubenbachtals                              | 453,0       |                                           | Hohenburg-Spieshof                                                                                          | AS              | Burgruine Roßstein | Wohnturm der Burgruine Roßstein von Südwesten |
| Burgberg (Niesten)                                        | 450,0       | Fränkische Schweiz                        | Weismain-Niesten                                                                                            | LIF             | Burgruine Niesten | Burgruine Niesten auf dem Burgberg: Blick von Hauptburg auf ehemalige Vorburg und Vorhof, alle Teile durch Gräben getrennt |
| Schloßberg (Pappenheim)                                   | 450,0       |                                           | Pappenheim                                                                                                  | WUG             | Burg Pappenheim, Aussichtspunkt | Schloßberg mit Burg Pappenheim von Südosten |
| Schlossberg (Riedenburg)                                  | 450,0       |                                           | Riedenburg                                                                                                  | KEH             | Schloss Rosenburg | Südteil der Stadt Riedenburg mit Main-Donau-Kanal (Altmühl), Stadtbrücke, Schlossberg mit Schloss Rosenburg (links) und Jägerberg mit Burgruine Tachenstein (rechts), von Osten |
| Burgberg (Wolfsberg)                                      | 449,0       | Fränkische Schweiz                        | Obertrubach-Wolfsberg                                                                                       | FO              | Burgruine Wolfsberg | Burgberg mit über dem Dorf Wolfsberg befindlicher Burgruine Wolfsberg, Ansicht von Südsüdosten |
| Rabenstein                                                | 443,0       | Fränkische Schweiz                        | Egloffstein                                                                                                 | FO              | Burg Egloffstein | Rabenstein mit Dorf Egloffstein und Burg Egloffstein aus dem Trubachtal von Südwesten |
| Bauernleite                                               | 434,0       | Fränkische Schweiz                        | Ahorntal-Oberailsfeld                                                                                       | BT              | Burgstall Alte Veste (ca. 415 m) | Felsen und Reste der Ringmauer der einstigen „Alten Veste“ (Burgstall) im Ostteil der sich westlich vom Ailsbachtal erhebenden Bauernleite |
| Burgberg (Hohenfels)                                      | 428,0       |                                           | Hohenfels                                                                                                   | NM              | Burg Hohenfels | |
| Schlossberg (Oberaufseß)                                  | 425,0       | Fränkische Schweiz                        | Aufseß-Oberaufseß                                                                                           | BT              | Schloss Oberaufseß | Schlossberg mit Schloss Oberaufseß aus Richtung Norden vom Weiler Oberaufseß |
| Bergsporn des Wiesenttals                                 | 424,6       | Fränkische Schweiz                        | Waischenfeld-Schönhof                                                                                       | BT              | Burg Rabeneck (Schloss Rabeneck) | Bergsporn der Burg Rabeneck aus Richtung Südwesten vom Wiesenttal |
| Schießberg                                                | 421,7       | Fränkische Schweiz                        | Eggolsheim-Unterstürmig                                                                                     | FO              | Ringwall Schießberg | Blick von Neuses an der Regnitz auf Unterstürmig und den Schießberg |
| Bergsporn des Ailsbachtals                                | 420,0       | Fränkische Schweiz                        | Ahorntal-Klausstein                                                                                         | BT              | Burg Rabenstein (Schloss Rabenstein), nahe: Sophienhöhle                                                                                 | Burg Rabenstein mit Ailsbachtal aus Richtung Süden |
| Schlüsselberg (Galgenberg)                                | 420,0       | Fränkische Schweiz                        | Waischenfeld                                                                                                | BT              | Burgstall Schlüsselberg (ca. 410 m) | Schlüsselberg (Galgenberg) mit Felsen vom Burgstall Schlüsselberg und Pulvermühle im Ailsbachtal (Vordergrund) aus Richtung Westnordwesten |
| Burgberg (Pottenstein)                                    | 410,0       | Fränkische Schweiz                        | Pottenstein                                                                                                 | BT              | Burg Pottenstein | Burgberg mit Burg Pottenstein und Häusern der Stadt Pottenstein aus Richtung Südsüdosten |
| Streitberg                                                | 403,7       | Fränkische Schweiz                        | Streitberg                                                                                                  | FO              | Burgruine Streitberg | Blick vom natürlichen Felsturm Schauertaler Turm im Westnordwesten zu Felsen des Streitbergs der Ruine Streitburg; im Hintergrund – jenseits des Wiesenttals – Burgruine Neideck |
| Arndthöhe                                                 | 400,0       | Fränkische Schweiz                        | Waischenfeld                                                                                                | BT              | Burgruine Waischenfeld (Schloss Waischenfeld)                                                                                            | Burgruine Waischenfeld mit Wehrturm „Steinerner Beutel“ auf der Arndthöhe |
| Bergsporn des Wiesenttals                                 | 390,0       | Fränkische Schweiz                        | Burggaillenreuth                                                                                            | FO              | Burg Gaillenreuth | Wohnturm der Burg Gaillenreuth mit Resten der Toranlage |

## Abkürzungen
Die in der Tabelle verwendeten Abkürzungen (alphabetisch sortiert) bedeuten:
| Landkreise (Kfz-Kennzeichen): - AN = Landkreis Ansbach - AS = Landkreis Amberg-Sulzbach - BA = Landkreis Bamberg - BT = Landkreis Bayreuth - DON = Landkreis Donau-Ries - EI = Landkreis Eichstätt - FO = Landkreis Forchheim - KEH = Landkreis Kelheim - KU = Landkreis Kulmbach - LAU = Landkreis Nürnberger Land - LIF = Landkreis Lichtenfels - ND = Landkreis Neuburg-Schrobenhausen - NEW = Landkreis Neustadt an der Waldnaab - NM = Landkreis Neumarkt in der Oberpfalz - R = Regensburg - RH = Landkreis Roth - WUG = Landkreis Weißenburg-Gunzenhausen | Sonstiges: - AT = Aussichtsturm - ND = Naturdenkmal - Nk = Nebenkuppe |